# Општина Гарбоу (Салаж)
Гарбоу (рум. Gârbou) општина је у Румунији у округу Салаж.
Oпштина се налази на надморској висини од 288 m.